# Cenisio (métro de Milan)
Cenisio est une station de métro de la ligne 5 du métro de Milan. Elle est située via Cenisio et via Messina à Milan en Italie.

## Situation sur le réseau

Plan du métro (2021)

Établie en souterrain, Cenisio est une station de passage de la ligne 5 du métro de Milan. Elle est située entre la station Monumentale, en direction du terminus nord Bignami, et la station Gerusalemme, en direction du terminus ouest San Siro Stadio.
Elle dispose des deux voies de la ligne, encadrant un quai central.

## Histoire
La station Cenisio est mise en service le 20 juin 2015, c'est une station intermédiaire ouverte après la mise en service de la section. Elle est nommée en référence à la via éponyme qu'elle dessert.

## Services aux voyageurs

### Accès et accueil
La station dispose de bouches d'accès sur la via Cenisio et la via Messina. Elles sont équipées d'escaliers et d'escaliers mécaniques et complétées par un accès direct par ascenseur depuis l'extérieur. La station est accessible aux personnes à la mobilité réduite.

### Desserte
Cenisio est desservie par les rames qui circulent sur la ligne 5 du métro de Milan. Comme toutes les autres stations de cette ligne de métro automatique elle dispose de portes palières sur les quais, ici sur les deux côtés du quai central.

### Intermodalité
À proximité des arrêts du Tramway sont desservis par les lignes 12 et 14.